# Mauricio Espona
Mauricio (Antonio) Espona (Manresa, primera mitad del siglo XVIII - ¿Seo de Urgel?, segunda mitad del siglo XVIII) fue un organista, maestro de capilla y compositor español.
El estudio de ese compositor resulta un tanto complicado, tanto por su posible confusión con Manuel Espona (1714-1779), maestro de capilla del Real Monasterio de Montserrat, de quien no se conoce el parentesco, así como por su nombre: los musicólogos Saldoni y Anglés se refieren a él como «Antonio Espona». Parece ser que «Mauricio» era su nombre real, tal como aparece en su libro de misas.

## Vida
Es poco lo que se conoce de su vida. Las primeras noticias son de su llegada a la Catedral de Lérida como organista el 10 de octubre de 1752; llegaba desde Seo de Urgel, donde había ocupado el mismo cargo.
Permaneció en el cargo 15 años, hasta el 5 de mayo de 1767, fecha en la que fue nombrado maestro de capilla de la Catedral de Santa María de la Seo de Urgel. En 1777 el cabildo leridano requirió a Espona volver a la organistía de la Catedral, pero el maestro rechazó la propuesta. En ese momento seguía siendo maestro de capilla en Seo de Urgel.
Se desconoce la fecha de su fallecimiento, pero se sabe que en 1778 fue nombrado su sucesor en el magisterio urgelés, Jaime Balius.

## Obra
Desgraciadamente, muchos de los manuscritos no mencionan el nombre del autor y podrían ser atribuibles a su contemporáneo, Manuel Espona (1714-1779), maestro de capilla del Real Monasterio de Montserrat, de quien no se conoce el parentesco.
Compuso música vocal religiosa y sonatas para instrumentos de tecla de estilo galante. También se conserva de él su Libro de misas a cuatro para todos los domingos del año, para la santa iglesia catedral de Urgell, escrito por Mauricio Espona, maestro de capilla de dicha santa iglesia año 1773. En Seo de Urgel se conservan además un Benedictus para voz, violines, flauta y acompañamiento; un motete a dos voces; una misa de difuntos a ocho voces en dos coros, violines, oboes, trompas y acompañamiento; además de una Miss sobre Sacris Solemnis a cuatro voces con violines y trompetas en el archivo de la Colegiata de Manresa. También se conservan obras suyas en los fondos musicales SEO (Fondo de la iglesia parroquial de Sant Esteve de Olot), TarC (Fondo de la Catedral de Tarragona) y el Centro de documentación del Orfeón Catalán.